# Dourados Airport
Dourados Airport är en flygplats i Brasilien.   Den ligger i kommunen Dourados och delstaten Mato Grosso do Sul, i den södra delen av landet, 1 000 km sydväst om huvudstaden Brasília. Dourados Airport ligger 454 meter över havet.
Terrängen runt Dourados Airport är huvudsakligen platt. Dourados Airport ligger uppe på en höjd. Runt Dourados Airport är det ganska tätbefolkat, med 172 invånare per kvadratkilometer.. Närmaste större samhälle är Dourados, 12,6 km öster om Dourados Airport.
Omgivningarna runt Dourados Airport är huvudsakligen savann.